# Sōtīrīs Manōlopoulos (cestista 1987)
Sōtīrīs Manōlopoulos (in greco Σωτήρης Μανωλόπουλος?; Salonicco, 16 novembre 1987) è un cestista greco con cittadinanza cipriota.

## Palmarès
- Campionato cipriota: 2

AEK Larnaca: 2020-21, 2022-23
- Coppa di Cipro: 2

AEK Larnaca: 2020-21, 2023